# Salle
Salle je vesnice v italské oblasti Abruzzo, ležící více než 40 km jihozápadně od Pescary. Žijí v ní přes tři stovky obyvatel.
Salle bylo od 14. století známé jako centrum výroby houslových strun z ovčích střev. Ještě počátkem 20. století zde žilo okolo sedmnácti set lidí, ale nedostatek pracovních příležitostí a devastace obce velkým zemětřesením v lednu 1915 vedla k masovému vystěhovalectví. Významní američtí výrobci strun D'Addario a Mari dosud udržují rodinnou tradici založenou v Salle. V obci je také otevřeno muzeum výroby strun.
Vesnice leží na hranici Národního parku Majella. Protéká jí řeka Orta, která v okolních horách vyhloubila četná hluboká údolí; přes jedno z nich vede most, na kterém se provozuje bungee jumping. V obci se nachází radnice, pošta a kostel, nejbližší nádraží je ve 14 km vzdáleném Torre de Passeri. Italskou národní památkou jsou zříceniny hradu z 11. století, který patřil rodině di Genova. Místním rodákem a patronem obce je blahoslavený Roberto da Salle.